# Cephaloziella recurvifolia
Cephaloziella recurvifolia là một loài rêu trong họ Cephaloziellaceae. Loài này được Stephani S. Hatt. mô tả khoa học đầu tiên năm 1944.